# 주일본 룩셈부르크 대사관
주일본 룩셈부르크 대사관(룩셈부르크어: Ambassade vu Lëtzebuerg a Japan, 프랑스어: Ambassade du Luxembourg au Japon, 독일어: Luxemburgische Botschaft in Japan, 일본어: 駐日ルクセンブルク大使館, 영어: Embassy of Luxembourg in Japan)는 일본 도쿄도 지요다구 욘반초에 위치하고 있는 룩셈부르크 외교유럽부 산하 대사관이다. 이 외교 공관은 필리핀과 관련된 외교 업무를 겸하고 있다.

## 역사
1927년에 제1대 룩셈부르크 주재 일본 공사였던 아다치 미네이치로(安達 峰一郞)가 샤를로트 룩셈부르크 대공에게 신임장을 봉정하면서 일본과 룩셈부르크 간의 외교 관계가 수립되었다. 그러나 제2차 세계 대전 시기에 룩셈부르크의 샤를로트 대공과 피에르 뒤퐁 총리가 영국 런던에서 수립한 망명정부가 연합국 진영을 지지했기 때문에 룩셈부르크와 적대 관계에 있던 나치 독일과 동맹 관계에 있던 일본 제국은 룩셈부르크와 형식적인 전쟁 상태에 들어가게 된다.
1952년 4월 28일에 샌프란시스코 강화조약이 발효됨에 따라 일본은 주권을 회복했다. 1953년 3월 10일에 일본과 룩셈부르크 양국 정부 사이에 공문이 교환되면서 외교 관계가 정상화되었다. 1987년 3월에는 룩셈부르크 정부가 일본 주재 대사관을 설립했고 1996년 1월에는 일본 정부가 룩셈부르크 주재 대사관을 설립했다.
2001년에는 도쿄도 지요다구 욘반초에 대사관과 대사 관저를 포함한 지하 1층, 지상 12층 규모의 룩셈부르크 하우스(일본어: ルクセンブルクハウス, 영어: Luxembourg House)가 착공에 들어갔다. 2003년 4월에는 일본 도쿄도에 따로 있던 룩셈부르크 대사관과 대사 관저가 룩셈부르크 하우스로 통합 이전했다. 2003년 9월 3일에는 앙리 룩셈부르크 대공, 노리히토 친왕비 히사코, 룩셈부르크 정부 대표를 비롯한 양국 내빈이 참석한 가운데 주일본 룩셈부르크 대사관 신청사 개관식이 거행되었다.

## 같이 보기
- 룩셈부르크의 재외공관 목록
- 일본 주재 외국공관 목록